# Ingonda
Ingonde, Ingund o Ingonda (Turingia, c. 510- después de 546) era hija del rey Baderico de Turingia. Fue esposa de Clotario I, al que le dio seis hijos, y reina de los Francos. Fue madre de Cariberto I, Gontrán I y Sigeberto I. Fue hermana de Arnegonda, otra esposa de Clotario, y madre de Chilperico I.